# Свети Георги (Дряново, Драмско)
 Тази статия е за църквата в Драмско.  За манастира в Сярско вижте Свети Георги (Дряново, Сярско).  
„Свети Георги“ (на гръцки: Αγιος Γεώργιος στο Μοναστηράκι) е българска възрожденска православна църква в драмското село Дряново (Петруса), Егейска Македония, Гърция, подчинена на Драмската митрополия.
Църквата е построена в 1842 година и е ремонтирана в 1911, както се разбира от надписа, запазен под прозореца на южната стена. В архитектурно отношение е трикорабна базилика с размери 16,90 на 11,20 m. Има женска църква на запад и трем, който стига на юг до входа. Камбанарията е от западната страна на храма, точно до входа. Вградена плоча дава информация за строителя и датата: διά χειρός Λάσκου 1890 (От ръцете на Ласко 1890).